# Donald H. Peterson
Pour les articles homonymes, voir Peterson.
Donald Herod Peterson, dit Don Peterson, est un astronaute américain né le 22 octobre 1933 à Winona (Mississippi) et mort le 27 mai 2018 à  Webster (Texas). Il effectue un début de carrière en tant que pilote militaire de l'Armée de l'Air américaine et il participe au projet avorté de station spatiale militaire MOL. En 1969 il intègre la NASA pour devenir astronaute. Il effectue une unique mission à bord de la navette spatiale américaine (vol STS-6) durant laquelle il effectue une sortie extra-véhiculaire. 

## Biographie

### Carrière militaire
Donald H. Peterson nait en 1933 à  Winona un bourg du Mississippi où il effectue ses études primaires et secondaires.  Élève brillant il est reçu à l'école militaire de West Point (New York) en 1950 où il décroche une licence en science. Incorporé en 1955 dans l'Armée de l'Air américaine, il est pilote de chasse au Tactical Air Command et  devient pilote instructeur au Air Training Command. Il décroche en 1962 un master en ingénierie nucléaire à l' Air Force Institute of Technology et est diplômé de l'école des pilotes d'essais de la base Edwards (Californie). Il fait partie du troisième groupe d'astronautes sélectionné pour former les futurs équipages de la  station spatiale militaire MOL qui sera abandonnée en 1969. Il accumule au cours de sa carrière 5300 heures de vol dont 5000 à bord d'avion à réaction.  

### Astronaute

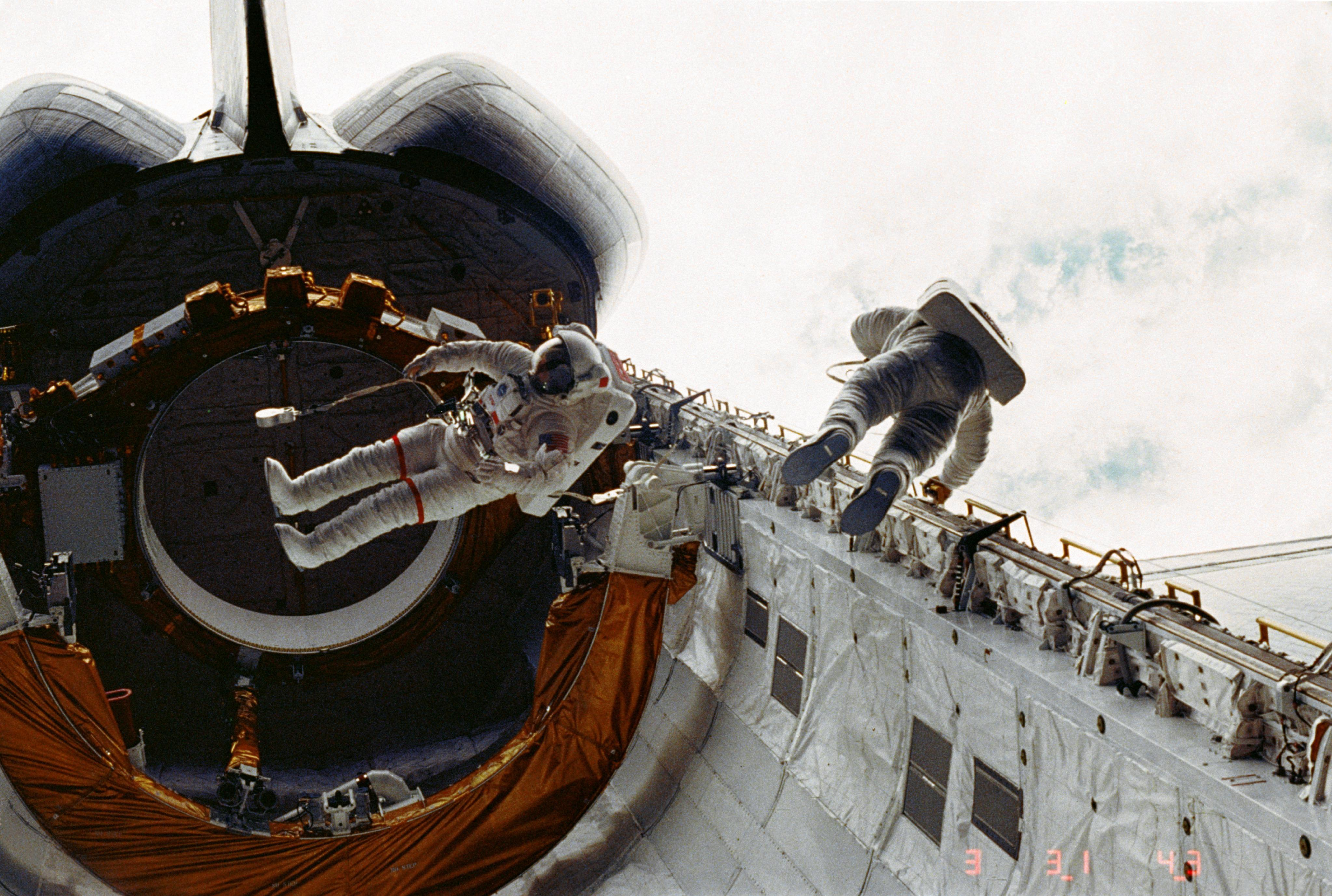
Musgrave, à gauche et Peterson flottant dans la soute cargo de la navette spatiale Challenger.

À la suite de l'abandon du projet MOL et comme beaucoup d'astronautes sélectionnés pour ce projet MOL, Peterson intègre la NASA (septembre 1969) pour devenir astronaute. Il fait partie de l'équipe assurant le support d'Apollo 16 avant-dernière mission du programme Apollo. Il prend sa retraite de l'Armée de l'Air. Il est sélectionné comme spécialiste de mission pour le 6ème vol de la navette spatiale américaine STS-6 qui décolle le 4 avril 1983. C'est le vol inaugural de la navette spatiale Challenger. L'équipage qui comprend 4 personnes est commandé par Paul J. Weitz. Au cours de la mission de 5 jours Peterson effectue avec F. Story Musgrave la première sortie extravéhiculaire depuis une navette spatiale américaine. L'objectif de cette sortie est de tester le fonctionnement du sas, de la nouvelle combinaison spatiale extravéhiculaire mise au point pour la navette spatiale et de nouveaux outils et techniques destinés à l'assemblage et à la réparation. Peterson séjourne durant 4 heures 15 dans l'espace. Au cours de la mission l'équipage déploie le premier satellite relais de la NASA Tracking and Data Relay Satellite-A et réalise de nombreuses expériences scientifiques sur les matériaux et des observations depuis l'espace d'éclairs. La navette spatiale se pose sur la base Edwards le 9 avril 1983.

### Après la NASA
Après son transfert à la NASA, Peterson avait pris sa retraite de l'Armée de l'Air avec le grade de colonel. Peterson quitte la NASA en novembre 1984 et devient consultant dans le cadre du programme spatial habité. Il travaille à plein temps jusqu'n 1993 et prend sa retraite au début des années 2000. Il décède en 2017 à Webster au Texas où il s'était installé pour sa carrière à la NASA. 